# Urbain Le Verrier
Urbain Le Verrier (Saint-Lô, 11 maart 1811 - Parijs, 23 september 1877) was een Franse sterrenkundige. Hij droeg bij aan de ontdekking van de planeet Neptunus uit berekeningen aan de afwijkingen in de baan van de planeet Uranus, daartoe aangemoedigd door François Arago. In dezelfde tijd maakte de Britse wetenschapper John Couch Adams dezelfde berekening maar het was de Duitser Johann Gottfried Galle die aan de hand van Le Verriers voorspelling de planeet uiteindelijk waarnam op 23 september 1846. Le Verrier was directeur van de sterrenwacht van Parijs. In 1846 kreeg Le Verrier de Copley Medal. Hij is een van de 72 Fransen wier namen in reliëf op de Eiffeltoren zijn aangebracht.
- Bibliothèque nationale de France: cb13009244x (data)
- Gemeinsame Normdatei: 104165057
- International Standard Name Identifier: 0000 0000 3211 8282
- Library of Congress Control Number: n86815998
- Base Léonore: LH//1626/79
- Nationale Bibliotheek van Israël: 987007272771705171
- Nationale Bibliotheek van Polen: a0000003325899
- Nederlandse Thesaurus van Auteursnamen: 091439426
- SNAC: w6p271kd
- Système universitaire de documentation: 074773860
- Virtual International Authority File: 73986042
- WorldCat: E39PBJpDWyCdgcpctd4m6CwHmd